# 名犬ジョリィ
『名犬ジョリィ』（めいけんジョリィ）は、日本のテレビアニメである。

## 概要
フランスの元女優セシル・オーブリー（セシル・オウブリ）の文学作品『ベルとセバスチャン Belle et Sébastien （邦訳題: アルプスの村の犬と少年）』を原作として作成したテレビアニメ。1981年4月7日から1982年6月22日までNHK総合テレビにて放映された。全52話。本作品放送直前の1981年3月31日に「名犬ジョリィがやってくる」が放送された。
原作小説のタイトルを見て分かる通り、元々の犬の名は「ベル」であり、またメスである（Belle も Jolie も「美しい」という意味だが、jolie は形容詞にしかならないのに対し、belle は冠詞を付ければ名詞にもなるため、名前としては Belle のほうが普通である。形容詞 beau の女性形が belle であるため、雌犬であることが分かる）が、日本でのアニメ作成に際して「ジョリイ」と改名された。なお本作の作中でも、昔の飼い主を名乗る男が「ベル」の名で呼称していた。フランスでの放映は原作小説のタイトルのまま Belle et Sébastien とされる。また邦訳題にアルプスとついているが、アルプス山脈ではなくピレネー山脈が舞台である。物語の最初はフランスのバスク地方であり、ピレネー山脈を越えるとスペインのカタルーニャ地方に入る。登場人物の名前もそれぞれフランス風、スペイン風に分かれている。
放送終了後は、福島放送（福島県、テレビ朝日系列）などの民放局や、NHKの衛星放送で再放送された。再放送の際、インターミッションソング、次回予告などはカットされる（AT-Xを除く）が、近年、放送用にニュープリント&ニューマスター映像が作成された。サブタイトルなどテロップが新たに入れ直され初回放送と異なる場合がある。
セバスチャンとその母親がジプシー（ロマ）の血統であるという設定をはじめ「ジプシー」という言葉が初回放送では多用されたが、これは2014年現在では差別用語であるため、近年の放送では音声をカットされる場合がある。
なお、NHK放送時にはCMが入らない尺に合わせて物語の舞台にまつわる地にちなんだ小コーナーが、番組終了後に設けられていた。
本作は日本国外でも放送されている。1985年度、日本国外から日本音楽著作権協会（JASRAC）に払われた著作権使用料分配額のランキングで「名犬ジョリィ」が「上を向いて歩こう」に次いで年間2位を記録した。
アニメ化に際して、原作にはないプッチーという小型犬が追加された。セバスチャンのポケットに入っており、大筋を崩さないところでたまに顔を出す。セバスチャンとジョリィが2人で（1人と1匹で）旅をするという設定ではあるが、実際には3人旅（1人と2匹）ということになる。

## あらすじ
ピレネー山脈にある農場で育った孤児のセバスチャンはわんぱくないたずらっ子。ある日、水を飲みに行った彼の前に大きな白い犬（グレート・ピレニーズ）が現れる。それは飼い主の酷い仕打ちによって逃げ回り人に害をなしてしまったために村人に「魔犬」と呼ばれ恐れられた野犬ジョリィだった。
しかし、セバスチャンはジョリィを気に入り、彼を匿い村人から守る。当初は警戒していたジョリィだったが、やがて2人の間には固い友情が結ばれる。そして2人は様々な冒険に遭遇し、ついには互いの母親を探すため共にピレネーを越える旅に出る。

## 各話リスト
| 話数 | 放送日         | サブタイトル             | 脚本     | 絵コンテ   | 演出       | 作画監督   |
| ---- | -------------- | ------------------------ | -------- | ---------- | ---------- | ---------- |
| 1    | 1981年 4月7日  | 走れ! ピレネーに向かって | 柏倉敏之 | 奥田誠治   | 早川啓二   | 飯村一夫   |
| 2    | 4月14日        | 避難小屋の謎             | -        | 早川啓二   | -          | -          |
| 3    | 4月21日        | 岩山の一夜               | 柏倉敏之 | 早川啓二   | -          | 百瀬義行   |
| 4    | 4月28日        | 運命の大跳躍             | -        | 奥田誠治   | -          | -          |
| 5    | 5月12日        | 密輸小屋からの脱出       | 柏倉敏之 | 奥田誠治   | 横田和善   | 百瀬義行   |
| 6    | 5月19日        | 危機救う小さな手         | 柏倉敏之 | 蔭山康生   | 早川啓二   | 百瀬義行   |
| 7    | 5月26日        | 犬嫌いの刑事             | 柏倉敏之 | 奥田誠治   | 早川啓二   | 飯村一夫   |
| 8    | 6月2日         | 夕陽の大滝下り           | 柏倉敏之 | 奥田誠治   | 横田和善   | 遠藤裕一   |
| 9    | 6月9日         | さよならの贈り物         | 柏倉敏之 | 野田作樹   | 早川啓二   | 百瀬義行   |
| 10   | 6月16日        | 牧場の泥棒退治           | 柏倉敏之 | 蔭山康生   | 早川啓二   | 百瀬義行   |
| 11   | 6月23日        | 崩れ古城の冒険           | 柏倉敏之 | 奥田誠治   | 横田和善   | 西城隆詞   |
| 12   | 6月30日        | 替え玉大作戦             | 柏倉敏之 | 蔭山康生   | 早川啓二   | こさこ吉重 |
| 13   | 7月7日         | 星空のシャンデリヤ       | 柏倉敏之 | 奥田誠治   | 横田和善   | 百瀬義行   |
| 14   | 7月14日        | 勇気ある捜索             | 柏倉敏之 | 奥田誠治   | 早川啓二   | 飯村一夫   |
| 15   | 7月21日        | 銀行ギャングの友情       | 柏倉敏之 | 奥田誠治   | 横田和善   | 北島信幸   |
| 16   | 7月28日        | おじいさんの海           | 柏倉敏之 | 小川守弘   | 早川啓二   | こさこ吉重 |
| 17   | 8月11日        | 陸に上った幽霊船         | 柏倉敏之 | 蔭山康生   | 蔭山康生   | 百瀬義行   |
| 18   | 8月18日        | 逃げ出せ初航海           | 柏倉敏之 | 奥田誠治   | 池野文雄   | 北島信幸   |
| 19   | 9月1日         | 幽霊の棲む古城           | 吉川惣司 | 奥田誠治   | 蔭山康生   | こさこ吉重 |
| 20   | 9月8日         | 幽霊の逆襲               | 吉川惣司 | 遠藤政治   | 棚橋一徳   | 桜井美智代 |
| 21   | 9月15日        | 人さらいのわな           | 馬嶋満   | 高橋資祐   | 小川守弘   | 高橋資祐   |
| 22   | 9月29日        | 決死の非常線突破         | 馬嶋満   | 八尋旭     | しおか龍   | 高橋資祐   |
| 23   | 10月6日        | 名判事のたくらみ         | 柏倉敏之 | 小川守弘   | 小川守弘   | 田中亨     |
| 24   | 10月13日       | ママを知ってる手品師     | 吉川惣司 | 池野文雄   | 池野文雄   | 北島信幸   |
| 25   | 10月20日       | 走れ! ママのもとに       | 吉川惣司 | 池野文雄   | 蔭山康生   | 北島信幸   |
| 26   | 11月3日        | スカーフに託した再会     | 吉川惣司 | 池野文雄   | 蔭山康生   | 百瀬義行   |
| 27   | 11月10日       | 炎の中の魔犬             | 柏倉敏之 | 笹川ひろし | 池野文雄   | 百瀬義行   |
| 28   | 11月17日       | 小さな親方大活躍         | 柏倉敏之 | 奥田誠治   | 大貫信夫   | 平山則雄   |
| 29   | 11月24日       | 運命の単線列車           | 馬嶋満   | 遠藤政治   | 蔭山康生   | 百瀬義行   |
| 30   | 12月1日        | くさりのままの逃亡       | 馬嶋満   | 奥田誠治   | 蔭山康生   | 北島信幸   |
| 31   | 12月8日        | 濁流をこえて             | 馬嶋満   | 奥田誠治   | 大貫信夫   | 平山則雄   |
| 32   | 12月15日       | ママの写真               | 馬嶋満   | 奥田誠治   | 蔭山康生   | こさこ吉重 |
| 33   | 1982年 1月12日 | うらぎったジョリィ       | 馬嶋満   | 蔭山康生   | 蔭山康生   | こさこ吉重 |
| 34   | 1月19日        | もどれぼくの手に         | 馬嶋満   | 蔭山康生   | 蔭山康生   | こさこ吉重 |
| 35   | 1月26日        | 鬼警部と美人飛行士       | 吉川惣司 | 奥田誠治   | 蔭山康生   | 北島信幸   |
| 36   | 2月2日         | 猛毒がひそむほら穴       | 吉川惣司 | 蔭山康生   | 蔭山康生   | 百瀬義行   |
| 37   | 2月9日         | 飛べ! 希望の空へ         | 吉川惣司 | 奥田誠治   | 辻伸一     | 辻伸一     |
| 38   | 2月16日        | ママは、やっぱり素敵だな | 馬嶋満   | 奥田誠治   | 蔭山康生   | こさこ吉重 |
| 39   | 2月23日        | シェラネバダの悪い水     | 馬嶋満   | 池野文雄   | 日下部光雄 | 飯村一夫   |
| 40   | 3月2日         | ボーレアドーラの恐怖     | 馬嶋満   | 池野文雄   | 辻伸一     | 辻伸一     |
| 41   | 3月9日         | ジョリィ奪回作戦         | 馬嶋満   | 池野文雄   | 蔭山康生   | 百瀬義行   |
| 42   | 3月16日        | よみがえった友情         | 馬嶋満   | 池野文雄   | 蔭山康生   | 北島信幸   |
| 43   | 4月13日        | ピレネー超特急           | 馬嶋満   | 奥田誠治   | 蔭山康生   | こさこ吉重 |
| 44   | 4月20日        | おかしな大列車作戦       | 馬嶋満   | 日下部光雄 | 日下部光雄 | 飯村一夫   |
| 45   | 5月4日         | 誕生パーティーで脱出作戦 | 馬嶋満   | 黒川文男   | 蔭山康生   | 北島信幸   |
| 46   | 5月11日        | ピレネー大岩壁           | 馬嶋満   | 黒川文男   | 蔭山康生   | 百瀬義行   |
| 47   | 5月18日        | 大嵐の前ぶれ             | 馬嶋満   | 大貫信夫   | 蔭山康生   | こさこ吉重 |
| 48   | 5月25日        | 嵐のなかの再会           | 馬嶋満   | 日下部光雄 | 日下部光雄 | 百瀬義行   |
| 49   | 6月1日         | 悪魔の回廊の大なだれ     | 馬嶋満   | 黒川文男   | 蔭山康生   | 北島信幸   |
| 50   | 6月8日         | うたがい晴れて           | 馬嶋満   | 蔭山康生   | 辻伸一     | 辻伸一     |
| 51   | 6月15日        | ママの決心               | 馬嶋満   | 黒川文男   | 蔭山康生   | 百瀬義行   |
| 52   | 6月22日        | ピレネーの青い空         | 馬嶋満   | 浦井恭     | 蔭山康生   | 北島信幸   |

## キャスト

### レギュラー
- ジョリィ（犬） - 大型犬の声
- セバスチャン - 小原乃梨子
- プッチー（犬） - 小型犬の声
- ナレーター - 鈴木弘子

### 準レギュラー
- セザル - 永井一郎
- アンジェリーナ - 横沢啓子
- ジャン - 古谷徹
- カルマニョール - 田中崇
- ヨハンノ、カバロ - 野本礼三
- ベルク、プリム - 西尾徳
- ギオム - 塩沢兼人
- リヨン - 肝付兼太
- イザベル - 浜美枝

### スペイン旅編の人々
- ガルシア - 辻村真人
- マルティン - 津村隆
- メンドーサ - 今西正男
- ムーニョ、トロス - 峰恵研
- レナ - 麻上洋子
- フェルナンド - 矢田稔
- アルベルト - 大宮悌二
- マリア - 松岡洋子→三田ゆう子
- 医者 - 村松康雄
- ホワン - 北川智絵
- コルテス - 槐柳二
- アルフォンソ - 田中亮一
- 相棒 - 鈴木清信
- アメリア - 京田尚子
- ポンシア - 黒須薫
- ラモー - 笹岡繁蔵
- アドルフォ - 菅谷政子
- セリシア - 栗葉子
- ガウディ - 藤本譲
- アデラ - 高橋和枝
- リサ - 三田ゆう子
- アルマ - 遠藤晴
- ロペス - 安原義人
- ロシータ - 弥永和子
- フリート - 野沢雅子
- リカルド - 間嶋里美
- ラモナ - 此島愛子
- オロンソ - 木原正二郎

以下は役名省略。
- 二又一成
- 政宗一成
- 稲葉実
- 松岡文雄
- 田中康郎
- 大矢兼臣
- 沢りつお
- 山田俊司
- 大山豊
- 峰あつ子
- 向殿あさみ
- 伊倉一恵
- あずさ欣平
- 高田竜二
- 高島雅羅
- 青野武
- 大木民夫
- 西村知道
- 長堀芳夫
- 広森信吾
- 塩屋翼
- 小山茉美

他多数。

## スタッフ
- 製作：東宝株式会社
- 製作協力：ビジュアル80
- 企画：大橋雄吉・渡辺忠美
- プロデューサー：加藤良雄・細田伸明
- 企画設定：奥田誠治
- 脚色：中谷国郎
- チーフディレクター：早川啓二
- キャラクターデザイン：関修一
- 音楽：ティティーネ＝スケーベンス・小森昭宏
- オープニングアニメーション：坂井俊一
- エンディングアニメーション：菊田武勝・北島信幸
- タイトル：道川昭
- 設定：宮川一男・松本強・中村光毅・宮本清司
- レイアウト：飯村一夫
- 原画：青嶋克巳・坂巻貞彦・山崎和男・北島信幸・菅原浩喜・岡迫亘弘・小島秀人・並木正人・井沢晴美・水田めぐみ
- 美術監督：半藤克美・西芳邦・中村光毅
- 美術設定：内田好之・東条俊寿・半藤克美
- 撮影監督：金子仁・三沢勝治・坂東昭雄
- 録音監督：浦上靖夫・山田悦司

## 主題歌
主題歌を作曲したティティーネ・スケーベンスはベルギーの作曲家である。録音もベルギーのアントワープにおいて行われ、現地の子供たちの歌声がミックスされている。
オープニングテーマ「走れジョリィ」
作詞 - 若谷和子 / 作曲 - ティティーネ・スケーベンス（Titine Schijvens） / 編曲 - 田辺信一 / 歌 - 堀江美都子とティティーネ&チルドレンコーラス
NHK『みんなのうた』にて、アニメ放送に先駆けた1981年2月 - 3月に放送された。こちらは実写映像が使われた。『チコちゃんに叱られる!』では、チコちゃんと岡村隆史が登場する際の出囃子としてイントロとコーダの一部が使われている。
エンディングテーマ「ふたりで半分こ」
作詞 - 若谷和子 / 作曲 - ティティーネ・スケーベンス / 編曲 - 田辺信一 / 歌 - 堀江美都子と市場衛、ティティーネ&チルドレンコーラス
NHK『みんなのうた』でも放送された。
SDキャラ化したセバスチャンとジョリィのアニメ（作画 - 百瀬義行、ビジュアル80）。

## その他の映像作品
- フランス
  - 1965年に実写ドラマが放映された。並行して原作小説も執筆された。セバスチャンの成長の物語で、「ベルとセバスチャン」はその第1部に当たる。
    - fr:Belle_et_Sébastien_(série_télévisée) 第1部
      - 小説 Belle et Sébastien （セシル・オーブリー Cécile Aubry 著）（全2巻）
        - 第1巻 Le refuge de Grand Baou 大きな山からの脱出 ISBN 9782012039391
        - 第2巻 Le document secret 秘密の書類 ISBN 9782012043053

    - fr:Sébastien parmi les hommes（男たちの中のセバスチャン） 第2部
    - fr:Sébastien et la Mary-Morgane（セバスチャンとマリーモルガーヌ） 第3部
    - Un été pour Sébastien（セバスチャンの一夏） 第4部（小説のみ）

  - 本稿アニメのフランス語圏での放送は1983年にフランスのTR3とカナダのケベック州立放送で行われた。
  - 2013年12月にフランスで実写映画Belle et Sébastienが公開された。fr:Belle_et_Sébastien_(film) 
    - 一般公開に先立ち、2013年10月にリヨンのリュミエール映画祭参加作品として出品された。
    - 舞台は第2次世界大戦中のローヌ＝アルプ地域圏に改変されており、物語後半はフランスに進駐したナチス・ドイツの追っ手を逃れてアルプス山脈を越えてスイスへ逃げるユダヤ人家族をベルとセバスチャンおよびアンジェリーナが手助けして山中を導く。主題歌は1965年版と同じメロディに基づいている。1965年のテレビドラマで主役セバスチャンを演じたメヘディ・エル・グラウイ（原著者セシル・オーブリーの息子）が狩人アンドレ役で出演している。メヘディはまた映画公開に先立ち自伝「Belle Histoire de Sébastien（セバスチャンの美しい物語）」をミシェル・ラフォン Michel Lafon 社より出版している。
    - 2015年12月に続編映画第2作 Belle et Sébastien 2 l’aventure continue （仏題直訳：ベルとセバスチャン2、冒険は続く）が公開された。
    - 2018年2月14日に続編映画第3作 Belle et Sébastien 3 le dernier chapitre  （仏題直訳：ベルとセバスチャン3、最終章）が公開される。ベル（雌）は3匹の子犬の母犬となる。